# Carl Heinrich Hübler
Carl Heinrich Hübler (eigentlich: Karl August Heinrich Hübler; * 4. Dezember 1822 in Wachwitz; † 14. April 1893 in Dresden) war ein deutscher Hornist und Komponist.

## Leben
Hübler wurde als Sohn des Winzers Christian Hübler in Wachwitz geboren und nahm seit dem fünften Lebensjahr Violinunterricht. Nach seiner Ausbildung beim Hornisten August Haase 1844 als Hornist an der Dresdner Hofkapelle angestellt und 1851 zum Königlichen Kammermusiker ernannt. Bis zu seiner Pensionierung im Jahr 1891 verblieb er in dieser Position. 1886 erhielt er den Titel eines Kammervirtuosen. Er war Mitbegründer des Tonkünstlervereins Dresden und 25 Jahre dessen Vorstandsmitglied.
1849 war er an der ersten Privataufführung des Konzertstücks für 4 Hörner und Orchester op. 86 von Robert Schumann beteiligt, welche in Anwesenheit des Komponisten zusammen mit den Hornisten Lewy, Lorenz und Schlitterlau in der Wohnung des Hornisten Josef Rudolf Lewy in Dresden stattfand.
Hübler starb 1893 in Dresden und wurde auf dem dortigen Alten Annenfriedhof beigesetzt.

## Kompositionen
- Concertstück für 4 Hörner und Orchester (1854–56)
- Konzert für Horn und Orchester